# Тимай (лагерь беженцев)
Тимай (непальск. टिमाइ शरणार्थी शिविर) — лагерь беженцев, расположенный в округе Коси в районе Джхапа, Непал. В лагере на сегодняшний день проживает 6874 беженца из Бутана. Лагерь беженцев расположен вдоль восточной и западной сторон шоссе № 72, недалеко от завершения этого шоссе. К востоку от лагеря беженцев протекает река Тамаи, приток реки Мечи. С севера и юга лагерь примыкает к медицинскому центру. Лагерь находится в окрестности деревни Сантинагар, Джахада, Аитабара.